# Briježnica
Briježnica je bivše naseljeno mjesto postojalo na prostoru prije ratne općine Gradačac, BiH.

## Povijest
Briježnica je kao samostalno naselje postojala na popisima 1971. i 1981. godine, naselje je na popisu 1991. godine ukinuto i pripojeno drugom naseljenom mjestu.